# Gyroneuron mirum
Gyroneuron mirum är en stekelart som beskrevs av Kokujev 1901. Gyroneuron mirum ingår i släktet Gyroneuron och familjen bracksteklar. Inga underarter finns listade i Catalogue of Life.